# Aurelia (Santa Fé)
Aurelia é uma comuna da província de Santa Fé, na Argentina.